# 유바 겐신
유바 겐신(일본어: 弓場 堅真, 2000년 10월 12일~)는 일본의 축구 선수이다.

## 구단 경력
그는 2023년 일본 풋볼 리그의 혼다 FC에 입단했다. 2024년 J3리그의 FC 이마바리로 이적했다. 2024년 J3리그 준우승으로 J2리그로 승격했다.